# 白云山庙
38°00′00″N 110°30′35″E / 38.00000°N 110.50972°E
白云山庙位于中国陕西省榆林市佳县城南，地处黄河西岸的白云山上，2001年被列为第五批全国重点文物保护单位。
白云山庙始建于明万历三十三年（1605年），清雍正二年（1724年）重修并扩建，现存古建筑五十六栋，建筑面积4470平方米。主要建筑有五龙宫、真武殿、祖师殿、藏经阁、玉皇楼、文昌阁、魁星楼、东岳庙、关帝庙、圣母祠、碧霞宫、三清殿、三官殿、白云洞等。庙内现存明清壁画一千九百余幅，碑碣一百二十余通。